# Fjerde Mosebog
Fjerde Mosebog (eller Numeri (hebr. בְּמִדְבַּר ba-midbar "I ørkenen", gr. Arithmoi "Tal")) er den fjerde bog i Pentateuken. Bogen kaldes "tal" fordi den indeholder optællinger af israelitterne i ørkenen. Den er historisk interessant pga. detaljer om israelitternes rute gennem ørkenen og deres primære opholdssteder. Bogen er i tre hoveddele: Optællingen af folket i ørkenen og forbereddelser til at genoptage rejsen (kap. 1-10:10). Beretningen om rejsen fra Sinai til Moab, udsendelsen af spionerne, deres hjemkomst med rapport, folkets klager (kap. 10:11-21:20) og begivenhederne på de Moabittiske sletter før overgangen af Jordanfloden til Kana'an (kap. 21:21-kap. 36).
Dvs. fra 2. måned i det 2. år efter udvandringen til den 11. måned i det 40. år, i alt omkring 38 år og 10 måneder med gentagne ørkenvandringer. Der var færre israelitter ved afslutningen end ved begyndelsen af rejsen, som var en straf fra Gud, fordi folket ikke adlød hans befalinger.